# Варіаційний принцип
Варіаці́йний при́нцип (рос. вариационный принцип, англ. variational principle) — принцип, згідно з яким для молекулярних систем підстановка в рівняння Шредінгера наближеної хвильової функції приводить до енергії, що є вищою, ніж істинна енергія системи. З двох функцій кращою є та, що дає при її використанні в розрахунках нижчу енергію системи. Принцип широко використовується в різних квантово-хімічних методах розрахунків основних станів молекул.